# Instytut Wschodni Uniwersytetu im. Adama Mickiewicza w Poznaniu
Instytut Wschodni Uniwersytetu im. Adama Mickiewicza w Poznaniu (IW UAM) – historyczna jednostka organizacyjna Uniwersytetu im. Adama Mickiewicza, jeden z 6 instytutów tworzących Wydział Historyczny UAM. Instytut powstał w 1991. Prowadził działalność naukowo-dydaktyczną i organizuje studia z dziedziny wschodoznawstwa. Instytut wydawał publikacje naukowe, w tym czasopismo Sprawy Wschodnie. Od 1 października 2019 roku, zarządzeniem Rektora UAM, Instytut Wschodni był jedną z jednostek organizacyjnych Wydziału Historii Uniwersytetu im. Adama Mickiewicza w Poznaniu. 1 stycznia 2020, zarządzeniem Rektora UAM, Instytut został przekształcony w Katedrę Studiów Wschodnich na skutek zmian organizacyjnych na Wydziale Historii.

## Studia
Instytut prowadził studia I i II stopnia w dziedzinie wschodoznawstwa, w zakresie:
- historii od najdawniejszych czasów do współczesności, obejmujące zarówno dzieje wielkich organizacji politycznych (Rosja, ZSRR) jak i poszczególnych krajów, narodów i regionów z ich tradycjami, mitami i odmiennymi,
- nauk politycznych i stosunków międzynarodowych, obejmujące podstawy analiz społeczno-politycznych, poznanie systemów politycznych państw powstałych po rozpadzie ZSRR i stosunków między nimi po 1991,
- prawa międzynarodowego, dyplomatycznego i konsularnego,
- podstaw ekonomii i stosunków gospodarczych rozwijających się na obszarze zainteresowań po 1991,
- kultury Europy Wschodniej, Azji Środkowej i Syberii, z naciskiem na krąg kultury rosyjskiej, obejmujące zagadnienia z dziedziny etnologii, literaturoznawstwa i religioznawstwa.

### Struktura
- Zakład Badań nad Przemianami Politycznymi i Społecznymi Europy Wschodniej i Azji
- Zakład Badań nad Kulturą Europy Wschodniej i Azji
- Zakład Historii Europy Wschodniej

## Dyrektorzy instytutu
- 1991–1993 – dr hab. Jacek Leoński
- 1993–2002 – dr hab. Grzegorz Kotlarski
- 2002–2019 – prof. dr hab. Krzysztof Pietkiewicz

### Siedziba
Siedzibą Instytutu był gmach Wydziału Historycznego UAM przy ul. Uniwersytetu Poznańskiego 7 w Poznaniu.